# HD 150706
HD 150706 ist ein etwa 90 Lichtjahre von der Erde entfernter Hauptreihenstern der Spektralklasse G0V. Er besitzt eine scheinbare Helligkeit von 7,0 mag. Im Jahre 2002 wurde die Entdeckung eines Exoplaneten um den Stern bekannt gegeben. Im Jahre 2012 wurde schließlich ein Planet bestätigt, der etwa 3 MJ aufweist.